# Berberis xanthophlaea
Berberis xanthophlaea är en berberisväxtart som beskrevs av Ahrendt. Berberis xanthophlaea ingår i släktet berberisar, och familjen berberisväxter. Inga underarter finns listade i Catalogue of Life.